# Natillas
Las natillas son un postre lácteo muy extendido en la gastronomía española. Se trata de una crema elaborada con leche, yemas de huevo, azúcar y aromas como la vainilla o el limón.

## Historia
Aunque se desconoce el origen exacto de las natillas, generalmente se sitúa su nacimiento en los conventos[cita requerida] a lo largo de Europa. Esta teoría presenta coherencia debido a la naturaleza sencilla de su elaboración, su reducido coste económico y su riqueza alimentaria basada en grasas animales y proteínas al contener huevos y leche. Por todo esto, constituiría un plato idóneo para los conventos, donde siempre ha existido cierta potenciación en el desarrollo de la cocina dulce a la par de cierta cultura de austeridad que potenciaba la sobriedad en el yantar, lo que derivaba en el máximo aprovechamiento posible de los alimentos y sus recetas en pos de platos sencillos pero nutritivamente completos.
Otras teorías sitúan su origen en la repostería francesa debido a las frecuentes épocas doradas de las que fue protagonista. Su notabilidad comenzó ya en la época de la República Romana dotando de ciertas directrices el estilo culinario que hoy conocemos como cocina mediterránea pese a que en la actualidad no es principal su presencia en Francia. La posterior introducción de las especias a lo largo de la Edad Media imprimió el singular carácter que tiene en la actualidad la cocina franca aunque no fue hasta el Renacimiento, que trajo consigo el retorno de los placeres mundanos en todos los ámbitos de la vida cotidiana, el desarrollo fundamental de golosinas, pastelillos y demás manjares reposteros.

## Ingredientes y composición

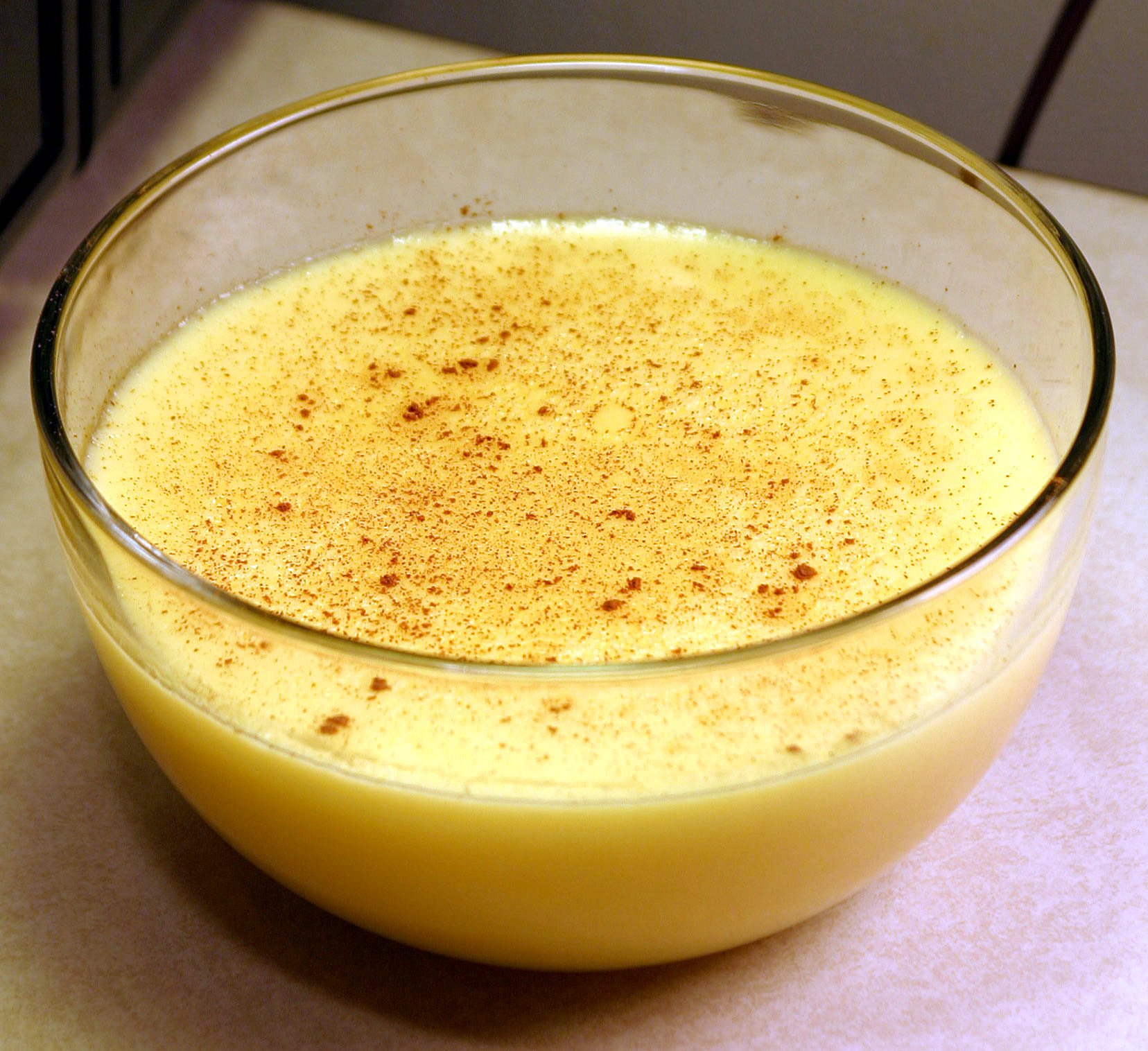
Natilla

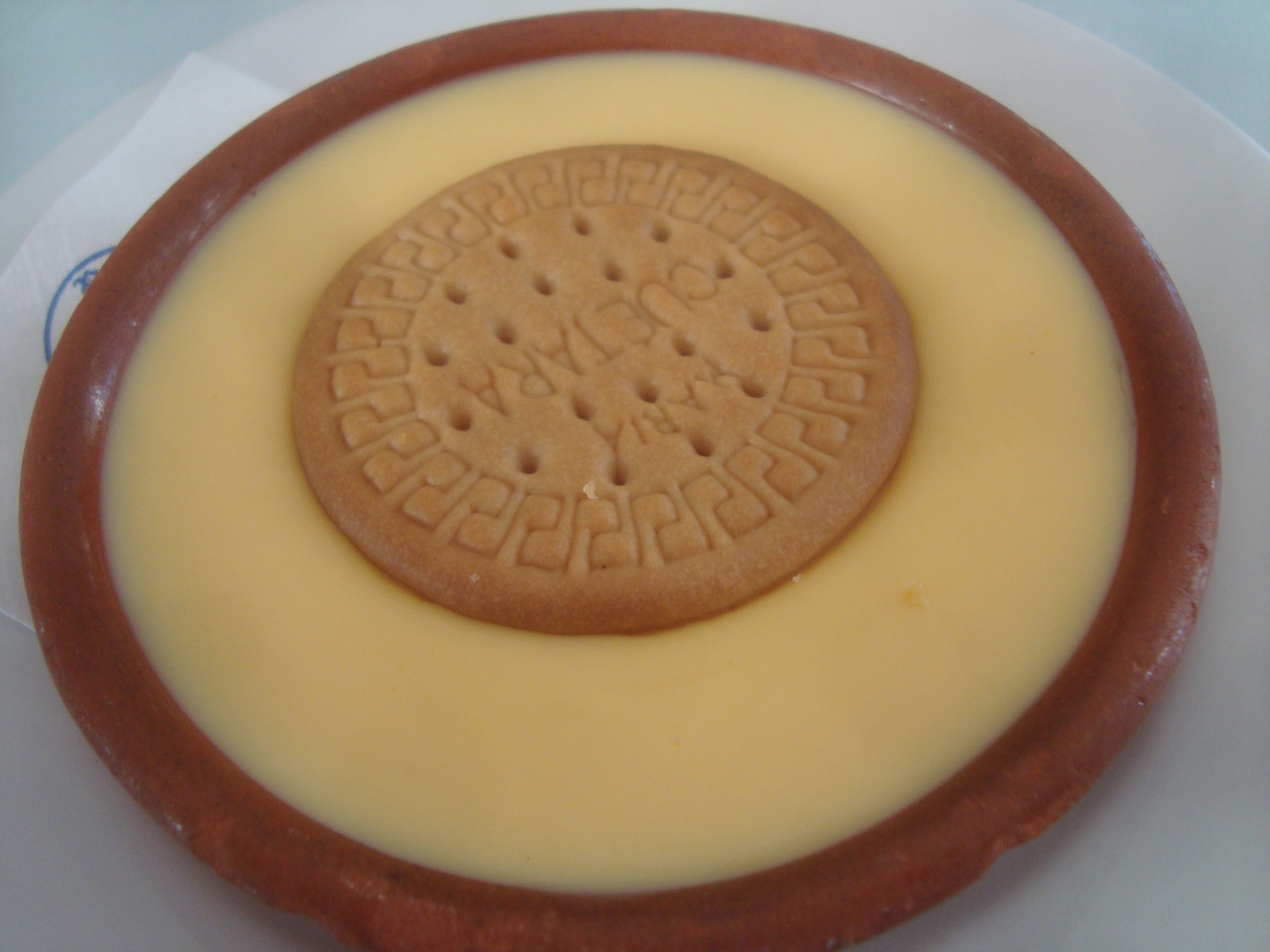
Natilla con galleta.

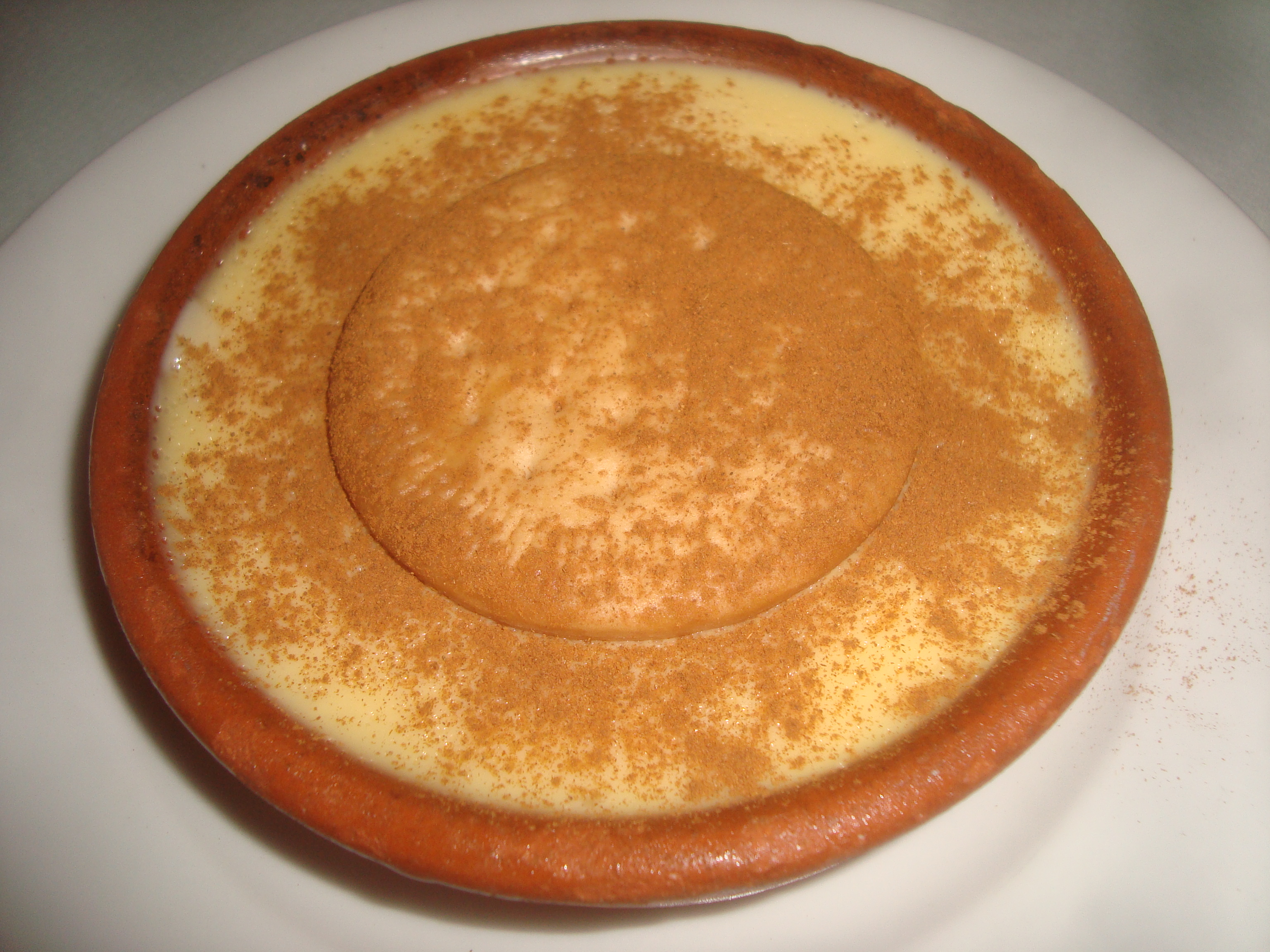
Natilla espolvoreada con la típica canela.

Los ingredientes fundamentales para preparar natillas son yemas de huevos y leche, aunque actualmente suelen agregarse vainilla, azúcar, canela y limón. Dependiendo de la tradición de las diversas zonas donde se cocinen, pueden llevar otros agregados como queso fresco, galleta, caramelo, chocolate o coco rallado.
Si se utiliza leche desnatada, se deberá disminuir la cantidad de leche, para que las natillas no salgan demasiado líquidas.[cita requerida] Asimismo, para evitar que queden demasiado líquidas, se puede usar maicena para una mayor consistencia. La maicena se mezcla en una taza con parte de la leche.
Las natillas se suelen hacer en unos 30 minutos, cocinándolas a fuego lento en un cazo, aunque según ciertas recetas se pueden cocinar también al baño María, al vapor, al horno, con o sin agua caliente, o incluso también en una olla a presión. El truco para que no cuajen los huevos consiste en no añadirlos directamente en el cazo que previamente hemos puesto al fuego. Cocinarlas hasta que estén listas pero no demasiado para evitar que se corten; resulta difícil, puesto que la diferencia la pueden marcar tan solo unos 2 °C. El agua del baño María disminuye el calor y facilita que las natillas cuajen antes de tiempo.
Las natillas se dejan enfriar hasta alcanzar la temperatura ambiente, momento en el que se ponen en la nevera por al menos dos o tres horas.
También se venden natillas instantáneas o de sobre aunque, si no llevan huevo, no son natillas auténticas.

## Variantes
La crema catalana es un postre derivado en el que se quema la superficie azucarada de la natilla con una paleta de hierro al rojo vivo.
En la crema pastelera se utiliza la mitad de leche que en las natillas.
Las natillas son una parte importante de la repostería de muchos países incluidos el Reino Unido, Francia, Portugal, España, Italia (donde se conocen como “crema inglesa”) y Australia. 
La palabra "natillas" en castellano tiene un significado muy concreto el cual se trata en este artículo. Sin embargo, su equivalente en otros idiomas cubre una amplia gama de cremas similares cuyos matices - tanto en la elaboración como en la elección de los aromatizantes - le confieren a cada una su peculiaridad. Podemos citar entre otras el custard anglosajón, la crème anglaise, la crème anglaise collée y los derivados de la crema pastelera.
El chawanmushi es una natilla salada típica de Japón, cocinada y servida en pequeñas tazas individuales.
Existen natillas de chocolate, que llevan chocolate mezclado con la leche.

### Colombia
La natilla es un postre tradicional colombiano a base de fécula de maíz y panela. Es típica de Antioquia y el Eje Cafetero, ya expandida por todo el territorio nacional. Se acostumbra servirla como postre en los días de Navidad y año nuevo, acompañada con buñuelos, tamales y chocolate caliente.

### Perú
Las natillas llegaron y se difundieron en Perú durante el virreinato. Según Juan José Vega, es un postre con influencias moriscas. Es típico del departamento de Piura, y se elaboraba tradicionalmente con leche de cabra y chancaca, obteniéndose un toffee de consistencia terrosa. Se comercializa industrialmente presentándose en una lata redonda y aplanada. Actualmente estos ingredientes se han reemplazado por leche de vaca y azúcar.

### Uruguay
En Uruguay es un bombón artesanal hecho con leche, azúcar, manteca y esencias. Existen variantes con sabores como dulce de leche o chocolate. Para hacerla los ingredientes se mezclan al fuego lento hasta que toma su consistencia característica. Luego se enfría dándole forma de rollo y se corta en trocitos que se envuelven de a uno en papel encerado. A diferencia de las otras natillas el postre uruguayo no lleva huevos.

## Otros usos del término
En algunas regiones de Venezuela se hace llamar natilla a la crema de leche obtenida de la nata simple, la cual se expende ya salada y se consume untada en arepas.
En Costa Rica el término "natilla" se refiere a la crema agria de bajo contenido en grasa (10-15%) que sirve para acompañar alguno de los platos típicos del país como el gallo pinto o simplemente para untar pan o galletas.